# 28887 Sabina
28887 Sabina este o planetă minoră (asteroid), cu un diametru de 4,392 km, din centura de asteroizi. A fost descoperită pe 24 mai 2000 la Stația Anderson Mesa de Lowell Observatory Near-Earth-Object Search și a fost numită după Sabina D. Raducan⁠(d). 
Obiectul prezintă o orbită caracterizată de o semiaxă mare de 2,4040576 UAi, o excentricitate de 0,26, o înclinație de 13,79067 ° în raport cu ecliptica.